# 安头屯镇
安头屯镇，是中华人民共和国河北省廊坊市香河县下辖的一个乡镇级行政单位。

## 行政区划
安头屯镇下辖以下地区：
铁佛堂村、商汪甸村、大青庄务村、顾家屯村、后独立村、安头屯一村、安头屯二村、安头屯三村、安头屯四村、石辛庄村、庞营村、北口头村、东口头村、孙营庄村、黄庄村、西口头村、韩营庄村、赵营庄村、孙庄村、前口头村、杨营庄村、兴隆庄村、太平庄村、前独立村和小青庄务村。